# Distretto di Nong Na Kham
Il distretto di Nong Na Kham (in thailandese: หนองนาคำ) è un distretto (amphoe) della Thailandia, situato nella provincia di Khon Kaen.